# Марциновиці (Малопольське воєводство)
Марциновиці (пол. Marcinowice) — село в Польщі, у гміні Козлув Меховського повіту Малопольського воєводства.
Населення — 467 осіб (2011).
У 1975-1998 роках село належало до Келецького воєводства.

## Демографія
Демографічна структура станом на 31 березня 2011 року:
|          | Загалом | Допрацездатний вік | Працездатний вік | Постпрацездатний вік |
| -------- | ------- | ------------------ | ---------------- | -------------------- |
| Чоловіки | 237     | 54                 | 155              | 28                   |
| Жінки    | 230     | 40                 | 123              | 67                   |
| Разом    | 467     | 94                 | 278              | 95                   |